# Constantin Ionescu-Mihăești
Constantin Ionescu-Mihăești (n. 12 septembrie 1883, București – d. 14 aprilie 1962, București) a fost un medic român, membru titular (1945) al Academiei Române.

## Distincții
- Semnul Onorific „Răsplata Muncii pentru 25 ani în Serviciul Statului” (13 octombrie 1941)[1]
- Ordinul „Meritul Cultural” în gradul de Cavaler cl. I, pentru știință (23 septembrie 1942)[2]
- Ordinul Muncii clasa I-a (14 octombrie 1953) „cu ocazia împlinirii a 70 de ani de la naștere, pentru îndelungată activitate didactică și științifică în domeniul științelor medicale”[3]